# ریچارد ای. پتی
ریچارد ای. پتی (انگلیسی: Richard E. Petty) یک روان‌شناس و پژوهشگر اهل ایالات متحده آمریکا است.
او دانش‌آموختهٔ رشتهٔ روان‌شناسی در دانشگاه میزوری و استاد فعلی دانشگاه ایالتی اوهایو است.
پژوهش‌های او در زمینهٔ فاکتورهای موقعیتی و فردی گوناگون و تأثیرگذار بر تغییر در باورها، نگرش و رفتار است. آثار او به‌ویژه مدل احتمال ارزیابی را در فرایند اقناع مورد بررسی و ارزیابی قرار می‌دهد.
وی عضو انجمن روان‌شناسی آمریکا و انجمن پیشبرد علوم آمریکا و همچنین عضو میزگرد و هیئت مشاوران بنیاد ملی علوم و آکادمی ملی علوم ایالات متحده آمریکا است.